# رابطه همانی
به رابطه روی مجموعهٔ ناتُهیِ {\displaystyle A} یک رابطهٔ همانی گفته می‌شود اگر هر عضو {\displaystyle A} تنها با خودش آن رابطه را داشته باشد. رابطهٔ همانی روی مجموعهٔ {\displaystyle A} را با {\displaystyle I_{A}} نمادگذاری می‌کنند.
به زبان ریاضی:
{\displaystyle I_{A}=\left\{(a,a)|a\in A\right\}}
- رابطه همانی را با تابع همانی اشتباه نگیرید.

بنابراین رابطهٔ همانی روی یک مجموعهٔ {\displaystyle n}عضوی  مثل {\displaystyle A} حاوی {\displaystyle n} زوج مرتب است و دامنه و بُرد آن برابر مجموعهٔ {\displaystyle A} خواهد بود.

## تفاوت‌ها با رابطهٔ بازتابی
رابطهٔ همانی دارای تفاوت‌های زیر نسبت به رابطهٔ بازتابی است:
- هر رابطهٔ همانی بازتابی است ولی عکس آن صادق نیست.
- مجموعهٔ حاصل از رابطهٔ همانی یکتا است.
- رابطهٔ همانی یک زیرمجموعهٔ سره از رابطهٔ بازتابی است.